# Henry Lazarus
Henry Lazarus (Londra, 1º gennaio 1815 – Londra, 6 marzo 1895) è stato un clarinettista britannico, il principale del XIX secolo.

## Biografia
Cresciuto come orfano nel Royal Military Asylum di Chelsea, imparò a suonare il clarinetto dal maestro della banda John Blizzard. In seguito studiò sotto Charles Godfrey, maestro della banda delle Coldstream Guards. Il suo debutto da solista avvenne nel 1838.
Dopo aver svolto impegni in varie orchestre teatrali e non, nel 1838 fu nominato secondo clarinetto nella Sacra Società Armonica. Nel 1840 divenne primo clarinettista all'opera e ai principali concerti a Londra e provincia, e fu subito riconosciuto come il più importante clarinettista di tutta l'Inghilterra.
Lazarus fu professore di clarinetto alla Royal Academy of Music dal 1854 al 1895 e alla Military School of Music (Kneller Hall) "per un periodo considerevole" dal 1858. Scrisse un metodo per clarinetto basato sul sistema Boehm, sebbene avesse utilizzato principalmente strumenti Albert System, realizzati dallo stesso Eugène Albert; alcuni corni sono persino stampigliati, "Approved by Mr. Lazarus". I suoi libri di metodo sono ancora in uso oggi, e includono duetti, studi, esercizi di diteggiatura, scale, ecc.
Lazarus suonava anche il corno di bassetto e il sassofono.
Nel suonare sia orchestrale che da solista, la bellezza e la ricchezza del suo tono, il suo eccellente fraseggio e la sua esecuzione pulita ed espressiva sono state ugualmente ammirate. Tenne un concerto d'addio a St. James Hall il 31 maggio 1892 e morì a Londra il 6 marzo 1895. Fu sepolto nel cimitero di Brompton, a Londra, dopo aver dato al mondo il metodo meraviglioso che porta il suo nome (Lazarus Clarinet School) e che sarà un monumento alla sua grandezza.

## Composizioni
Le opere includono
- Fantasia su melodie scozzesi preferite
- Fantasia in onda da 'I Puritani' di Bellini[4]

e molte altre.